# David Kelly (calciatore)
David Thomas Kelly (Birmingham, 25 novembre 1965) è un allenatore di calcio ed ex calciatore irlandese.

## Biografia
Inglese di nascita, era idoneo al tesseramento per la federazione irlandese grazie a suo padre, nativo di Dublino.
Lasciato il calcio giocato divenne co-proprietario di un campo di golf a Lichfield insieme a Tommy Coakley, suo ex allenatore al Walsall.

## Palmarès

### Club

#### Competizioni nazionali
- Campionato inglese di seconda divisione: 2

Newcastle: 1992-1993
Sunderland: 1995-1996
- FAI Cup: 1

Derry City: 2002

### Individuale
- Capocannoniere della Football League Cup: 1

1999-2000 (8 reti)